# Brahim Zahar
Brahim Zahar est un footballeur marocain né le 25 mars 1935 à Casablanca et mort le 20 novembre 2012 dans la même ville.
Zahar doit son surnom « Tatum » à sa ressemblance avec Reece Tatum, joueur de l'équipe américaine de basket-ball les Harlem Globe Trotters.

## Anecdotes
Après l’Indépendance, Tatum a rejoint l’équipe française du Racing Club de Paris grâce à son ami Abderrahman Mahjoub. Ce dernier jouait dans l’équipe de France et était surnommé le « Prince du Parc des princes » tellement il était doué. « C’est le tournoi de Paris qui a boosté ma carrière. Nous avons joué contre Santos avec sa légende vivante Pelé, le Real de Madrid et l’Inter de Milan. Que des équipes géantes avec de grandes stars », raconte-t-il. Son but contre l’Inter de Milan lui a valu la notoriété et une blessure au visage par le pied de Cesare Maldini. « J’étais par terre et le sang couvrait mon visage. J’ai demandé à Belmahjoub qui se penchait sur moi si le ballon était dans les bois. Quand il m’a répondu par l’affirmative, je lui ai alors dit : « Je peux mourir à présent, ce n’est pas grave ».
Néanmoins, le moment le plus intense de sa carrière reste celui qu’il a vécu lors du match de l’équipe nationale du Maroc contre l’Espagne en 1961 pour la qualification à la Coupe du monde 1962. L’équipe espagnole était constituée de Puskas, Di Stefano, Gento, Del Sol… des grandes vedettes du football international à l’époque. Le match s’est soldé par un nul (0-0).

## Sélections en équipe nationale du Maroc
| Caps | Date       | Lieu       | Match              | score | Compétition    | But |
| X    | 12/10/1960 | Espagne    | Espage 'B' - Maroc | 4 - 3 | Amical         | 1   |
| 1    | 12/11/1961 | Casablanca | Maroc - Espagne    | 0 - 1 | Elim. CM 1962  | --  |
| 2    | 23/11/1961 | Madrid     | Espagne - Maroc    | 3 - 2 | Elim. CM 1962  | --  |
| 3    | 02/07/1963 | Casablanca | Maroc - Tunisie    | 4 - 2 | Elim. CAN 1963 | --  |
| ---- | ---------- | ---------- | ------------------ | ----- | -------------- | --- |